# Jerry Byrd
Gerald Lester Byrd (9 de marzo de 1920  - 11 de abril de 2005)  fue un músico estadounidense de country y música hawaiana, especializado en guitarra lap steel, además de cantautor y director de una editorial musical. firme. 

## Biografía
Byrd nació en Lima (Ohio).  Su interés por el Lap steel comenzó tras acudir a un concierto cuando tenía 12 años y a los 15 ya tocaba en bares. Aunque su interés inicial fue la música hawaiana, gran parte de su trabajo se centró en la música country. En 1944/1945 se incorporó al elenco del conocido programa de radio en vivo Grand Ole Opry.  Fue importante para los inicios de la carrera de Dolly Parton y fue uno de los primeros en contratarla. También fue profesor de Lap steel, dando lecciones a Jimmie Vaughan y Jerry García, entre otros. La lista de artistas con los que Byrd tocó o grabó incluía a Hank Williams, Ernest Tubb, Patsy Cline y Red Foley y muchos otros.  Con Hank Williams tocó canciones como " I'm So Lonesome I Could Cry ", " Lovesick Blues " y " A Mansion on the Hill ".  A principios de la década de 1970, se mudó a Hawái y trabajó para revivir la música de guitarra de acero hawaiana, disfrutando mucho de dar lecciones de lap steel a los jóvenes músicos que mostraban interés en garantizar que el instrumento siguiera siendo importante en la música tradicional hawaiana.  Mientras vivía en Hawaii, Byrd ofrecía un concierto semanal, de forma regular, junto con su trío en el Royal Hawaiian Hotel que duró hasta su muerte. Aunque Byrd a menudo bromeaba sobre los guitarristas de pedal steel, no tenía más que grandes elogios para Buddy Emmons, diciendo que había llevado la guitarra de acero a nuevos lugares con su forma de tocar.
Publicó su autobiografía It Was a Trip: On The Wings of Music. El 11 de abril de 2005, Byrd murió a causa de la enfermedad de Parkinson a los 85 años en Honolulu, Hawaii, donde había residido durante 30 años, le sobrevivieron  su esposa Kaleo Wood y dos hijas. 
Fue incluido en el Salón de la Fama de la Steel Guitar en 1978 como su primer miembro. Su lap steel Rickenbacker se encuentra en el Salón de la Fama de la Música Country 

## Discografía

### Álbumes de estudio
- Nani Hawaii (1953) Mercury
- Byrd's Exhibition (1954) Mercury
- Guitar Magic (1954) Mercury
- Steel Guitar Favorites (1958) Mercury
- Hi-Fi Guitar (1958) Decca
- On the Shores of Waikiki (1960) Decca
- Byrd of Paradise (1961) Monument
- Memories of Maria (1962) Monument
- Blue Hawaiian Steel Guitar (1963) Mercury
- Man of Steel (1964) Mercury
- Satin Strings of Steel (1965) Monument
- Potpourri (1966) Monument
- Burning Sands, Pearly Shells, & Steel Guitars (1967) Monument
- Country Steel Guitar Greats (1966) Wing
- Steel Guitar Hawaiian Style (1976) Lehua
- Polynesian Suite (1995) Sony Music Distribution
- Christmas in Hawaii (2003) Lehua

### Recopilatorios
- Jerry Byrd: By Request (2002) Mountain Apple
- Steel Guitar (2002) Mountain Apple
- The Master of Touch and Tone (2005) Mountain Apple
- Master of the Steel Guitar, Vol. 1 (2005) Hana Ola—Rsi